# Anabel Ubal
Anabel Ubal (Montevideo, Uruguay; 24 de diciembre de 1995) es una futbolista uruguaya. Juega de guardameta en Gimnasia y Esgrima La Plata de la Primera División A de Argentina. Es internacional con la Selección de Uruguay.

## Trayectoria

### Inicios
Comenzó jugando baby fútbol en Olimpo Junior, equipo donde empezó a atajar debido a que se habían quedado sin guardameta y ella se ofreció a ocupar el puesto. Debido a que le gustó mucho el puesto se quedó en el y entrenó con un entrenador de arqueros, mejorando sus habilidades. Luego de su paso por Olimpo integró el baby fútbol del club Brandi también tuvo paso por la Selección de Liga de Piedras Blancas.

### River Plate de Uruguay
En 2009, a sus 11 años de edad, llega a River, donde juega en las categorías juveniles del club y algunos partidos en primera, se consagró campeona del campeonato uruguayo y disputó la Copa Libertadores 2010.

### Montevideo Wanderers
En 2012 llega a Wanderers, donde ataja 1 partido.

### Racing Club de Montevideo
A mediados de 2012 llega a Racing de Montevideo.

### Liverpool Fútbol Club
En 2016 llega a Liverpool, donde en 4 años de carrera, fue la valla menos vencida de la Segunda División Uruguaya y logra el ascenso a la máxima categoría.

### Defensor Sporting
En 2021 ficha por Defensor Sporting. En 2022, juega la Libertadores de ese año y El Observador le otorga el premio a "Mejor golera" del campeonato uruguayo.

### Gimnasia y Esgrima LP
En enero de 2023 se hace oficial su llegada a Las Lobas. Con un contrato por 1 año, hasta diciembre de 2023.

## Selección nacional
En 2010 recibe su primer llamado a la Selección de Uruguay Sub-17. En 2012 vuelve a ser convocada y consigue un segundo puesto en el Sudamericano y participa del Mundial Sub-17 de Azerbaiyán. También tuvo paso por la selección mayor.

## Estadísticas

### Clubes
| Club                        | País      | Año             |
| --------------------------- | --------- | --------------- |
| River Plate (Uruguay)       | Uruguay   | 2009 - 2012     |
| Montevideo Wanderers        | Uruguay   | 2012            |
| Racing Club de Montevideo   | Uruguay   | 2012 - 2016     |
| Liverpool (Uruguay)         | Uruguay   | 2016 - 2021     |
| Defensor Sporting           | Uruguay   | 2021 - 2023     |
| Gimnasia y Esgrima La Plata | Argentina | 2023 - presente |